# Rassempoughin
Rassempoughin, également orthographié Rassampoughin, est une commune rurale située dans le département de Ziniaré de la province de l'Oubritenga dans la région Plateau-Central au Burkina Faso.

## Santé et éducation
Rassempoughin accueille un dispensaire isolé. Les centres de soins les plus proches du village sont le centre de santé et de promotion sociale (CSPS) de Ziniaré et son centre médical avec antenne chirurgicale (CMA).